# Doruntina Disha
Doruntina Disha, född 4 juli 1988, är en norsk sångare av kosovoalbanskt ursprung, bosatt i Norge sedan fyra års ålder.

## Karriär
Disha vann talangtävlingen Power Star Search 2005, och fick då ett skivkontrakt hos Dream Factory Nordic. I juli samma år gavs singeln "Dream World" ut i Norge, och låg i början av augusti på 33:e plats på singellistan.
Dishas första singel blev mycket populär i Albanien och Kosovo. Den spelades mycket på större radiokanaler, och videon till singeln var den mest spelade på Kosovos offentliga TV-kanal RTK. Trots detta har inte singeln getts ut i landet. 
2008 kom Disha tillsammans med Flaka Krelani tvåa i Festivali i Këngës 46, Albaniens motsvarighet till Melodifestivalen, med bidraget "Jeta kërkon dashuri". De fick tävlingens fyra första tolvor av juryn, därpå en nia och därefter noll poäng av vardera av de två sista domarna. Resultatet blev mycket kontroversiellt på grund av att de domare som inte gav bidraget poäng anklagades för att ha varit korrupta.
Till vardags bor Disha i Oslo, och har studerat på Oslo handelsgymnasium.

## Diskografi
Singlar
- 2005 – "Dream World"
- 2006 – "I Burn 4 U"
- 2008 – "Jeta kërkon dashuri" (med Flaka Krelani)